# Mihai Surpățeanu
Mihai Surpățeanu (n. 1 august 1944) este un medic și fost deputat român ales în legislatura 2008-2012.
Acesta a fost ales deputat în județul Dolj din partea Partidului Democrat Liberal.
1. ↑  „mihai surpățeanu”. Arhivat din original la 5 martie 2022. Accesat în 22 aprilie 2024.